# Тёмное солнце (фильм, 1980)
«Тёмное солнце» (чеш. Temné slunce) — чехословацкий художественный фильм режиссёра Отакара Вавры, выпущенный в 1980.

## Сюжет
Экранизация романа «Кракатит» чешского писателя, журналиста и фотографа Карела Чапека. История об учёном, который придумал способ использовать особый материал для производства взрывчатки, и сталкивается с теми, кто хочет начать мировую войну, задействовав это изобретение.

## В ролях
- Радослав Брзобогаты
- Рудольф Грушинский
- Магда Вашариова
- Людек Мунзар